# Субботин, Анатолий Александрович
Анатолий Александрович Субботин (18(30) ноября 1890 года, деревня Голышево Грязовецкого уезда Вологодской губернии — 5 июня 1961 года, Москва) — русский советский писатель-романист и драматург, журналист. Член Коммунистической партии с 1918 года. Автор романов «Соль» и «Простые люди»; исторического романа об Александре Невском «За землю русскую», книги «Рассказы о Суворове», повестей, рассказов, очерков, пьес, стихотворений, статей.

## Биография
Анатолий Александрович Субботин родился в деревне Голышево Жорноковской волости Грязовецкого уезда Вологодской губернии в семье крестьянина. В деревне Голышево будущий писатель прожил до 22 лет. Окончил церковно-приходскую школу; работал столяром.
Осенью 1913 года уехал в Санкт-Петербург, где с 1913 по 1915 год учился на Первых петербургских общеобразовательных А. С. Черняева (Черняевских курсах) и сдал экзамены на звание народного учителя (экстерном).
В 1914 году началась Первая Мировая война. Осенью 1915 года Анатолий Субботин был призван в армию. В апреле 1917 года в 462-м пехотном полку организовал и редактировал газету «Аракчеевская казарма», где размещал сатирические стихи, направленные против Временного правительства. Газету закрыли, а самого Субботина в октябре 1917 года за отказ выступать на фронте арестовали и предали военно-полевому суду. Накануне Октябрьской революции он освобождён был из-под ареста.
В феврале 1918 года А. А. Субботин вернулся в город Грязовец и принял активное участие в жизни уезда. Участвовал в работе местного Совета рабочих и крестьянских депутатов.. Редактировал первую уездную газету «Земля и труд», а 19 марта 1918 года избран был в качестве председателя в состав комитета Грязовецкого кружка партии социалистов-революционеров. На IV уездном съезде Советов избран в состав уездного исполнительного комитета. 
18 апреля 1918 года назначен уездным комиссаром народного образования. С июля 1918 года в качестве товарища председателя входил в уездный комитет по борьбе с холерой.
С 1 марта 1919 года в уезде создается новая газета «Деревенский коммунар», ставшая и партийной и уездной. Членом редколлегии становится Анатолий Александрович. В январе 1919 года он уже как член ВКП(б) выступает на партийной конференции. В сентябре 1919 года Субботин уходит на фронт, вступив в ряды Красной Армии.
С сентября 1919 года по 1921 год работал в Вологде начальником политотдела 6-й армии Северного фронта. Был членом коллегии газеты «Наша война».
В 1921—1925 годы редактировал вологодскую губернскую газету «Красный Север». Принимал участие в издании журналов «Красные всходы», «На грани», «Кооперация Севера».
В 1925 году переехал в Москву, где работал в аппарате ЦК КПСС, редактировал журнал «Крестьянин». С 1929 по 1931 год редактировал журнал «Колхозник», работал в издательстве «Молодая гвардия», а затем инструктором отдела печати ЦК ВКП(б).
В годы Великой Отечественной войны жил и работал в колхозах Грязовецкого района. Скончался 5 июня 1961 года. Похоронен на Пятницком кладбище.

### Творчество
Печататься начал с 1918 года. Публиковал статьи, очерки, рассказы под псевдонимом «Авдей Северский», «Александрович». Писал в основном в жанре исторических романов и повестей. Первые сборники его стихов были изданы в Вологде.
- В 1925 году переехал в Москву.
- В 1931 году им был написан роман «Соли Камские»;
- В 1932 году им был написан роман «Соль» и издан сборник «Кружева».
- В годы Великой Отечественной войны А. А. Субботин жил и работал на родине в Грязовецком районе;
- В 1948 году написал роман «Простые люди».
- В 1951 году вышел сборник его рассказов об А. В. Суворове.
- В 1957 году писатель закончил большой исторический роман «За землю русскую»[11], посвящённый эпохе Александра Невского, создание которого стало возможным благодаря достижениям Новгородской археологической экспедиции А. В. Арциховского, открывшей, в частности, берестяные грамоты.

## Сочинения
- «Соль»[14] (роман)
- «Простые люди»[15] (роман),
- «За землю русскую»[16][17] (исторический роман об Александре Невском),
- «Рассказы о Суворове»[18].